# ملیسا متیسن
ملیسا متیسن زاده ۳ ژوئن ۱۹۵۰ - درگذشته ۴ نوامبر ۲۰۱۵ فیلم‌نامه‌نویس اهل ایالات متحده آمریکا بود. وی از سال ۱۹۷۹ (میلادی) تا ۲۰۱۵ (میلادی) کنش هنری می‌کرد. او از سال ۱۹۸۳ همسر بازیگر مشهور هریسون فورد بود تا اینکه در سال ۲۰۰۰ منجر به جدایی شد و در سال ۲۰۰۴ طلاق گرفتند. ثمره این ازدواج دو فرزند به نام‌های "مالکوم" و "جورجیا" است.

## فیلم‌شناسی
- اسب سیاه (۱۹۷۹)
- ئی.تی. موجود فرازمینی (۱۹۸۲)
- سرخپوست در گنجه (۱۹۹۵)
- کوندان (۱۹۹۷)
- پونیو روی صخره کنار دریا (۲۰۰۸)
- غول بزرگ مهربان (۲۰۱۶)